# Холотип
Холотип е уникалният физически екземпляр (или илюстрация) на организъм, по който даден биологичен вид (или таксон от по-нисък ранг) формално е описан за първи път. Това е или уникалният екземпляр, или един от няколко такива, изрично определени за холотипни.
Например, холотипът за пеперудата от вида Lycaeides idas longinus е съхранен екземпляр от вида, който е собственост на Музея по сравнителна зоология към Харвардския университет. Изотип е дубликат на холотипа и често терминът е приложим за растения, където холотипът и изотипите са често части от едно и също растение.
Холотипът не е задължително „типичен“ за таксона екземпляр, въпреки че в идеалния случай би трябвало да е. Понякога за холотип се обявява само фрагмент от организма, особено в случаите с фосилни останки. Например, холотипът на Pelorosaurus humerocristatus (Duriatitan), голям тревопасен динозавър от долния юрски период, е фосил на кост от крака, съхраняван в Националния природонаучен музей в Лондон.
Дори и да се появи впоследствие по-добър спесимен, оригиналният холотип се запазва и не бива заменян. Ако оригиналният спесимен е видимо недостатъчен, може да се определи допълнителен уточняващ спесимен, наречен епитип.
В случай, че оригиналният холотип за даден вид е загубен, унищожен или оригиналният автор никога не е посочил холотипа, впоследствие може бъде избран друг представителен екземпляр, който в този случай се нарича неотип.